# FR 43 (torpediniera)
La FR 43 è stata una torpediniera della Regia Marina, ex unità francese. 

## Storia
Costruita tra il 1933 ed il 1936, la nave originariamente si chiamava L'Iphigenie ed apparteneva alla classe di torpediniere La Melpomène, caratterizzate da gravi problemi di stabilità e tenuta al mare.
L'8 dicembre 1942 la torpediniera, nell'ambito delle operazioni dell'occupazione italo-tedesca della Francia di Vichy e dei suoi territori nordafricani, venne catturata a Biserta, insieme alle gemelle Bombarde e La Pomone, dalle truppe tedesche. Queste trasferirono le unità ex francesi, venti giorni più tardi, alla Regia Marina, sotto la quale L'Iphigenie assunse la nuova denominazione di FR 43. All'armamento delle navi vennero apportate alcune modifiche, quali l'imbarco di due mitragliere da 37 mm e la sostituzione dei pezzi da 100/45 con altrettanti da 100/60. Le tre unità prestarono servizio solo per pochi mesi sotto bandiera italiana, senza prendere parte ad eventi bellici di rilievo.
Il 6 aprile 1943 la torpediniera, così come le navi gemelle, venne trasferita alla Kriegsmarine, che le riclassificò dapprima navi scorta veloci, ribattezzando SG 46 la FR 43, per poi restituire loro, il 15 maggio 1943, la classificazione di torpediniere: la SG 46 divenne quindi TA 11. Le tre navi vennero quindi sottoposte a lavori di rimodernamento, quali l'eliminazione dei tubi lanciasiluri, l'imbarco del radar ed il potenziamento dell'armamento contraereo con 2 mitragliere da 37 mm e 14 da 20 mm.
Il 22 luglio 1943 la TA 11 lasciò Pozzuoli per scortare a Civitavecchia, insieme alla torpediniera italiana Aliseo ed a due cacciasommergibili, i piroscafi Adernò e Colleville. Nella mattinata del 23 luglio il convoglio fu attaccato da aerei: uno dei velivoli nemici venne abbattuto ed uno della scorta italo-tedesca danneggiato e costretto all'ammaraggio, mentre l’Aliseo ebbe leggeri danni e si separò temporaneamente dal convoglio per rimorchiare l'aereo ammarato verso riva ed effettuare le riparazioni. Verso le 19.30, tuttavia, l'Adernò fu silurato dal sommergibile britannico Torbay e s'inabissò nel giro di alcuni minuti: mentre l'Aliseo ripescava i naufraghi e dava la caccia al sommergibile, la TA 11 ed i cacciasommergibili scortarono a destinazione il Colleville.
Il 9 settembre 1943, dopo la proclamazione dell'armistizio, la TA 11, al comando del Kapitänleutnant Karl Wolf Albrand, e la gemella TA 9 salparono da Napoli insieme al piroscafo ex francese Hans SS Carbet per occupare il porto di Piombino, necessario per l'evacuazione dalla Corsica e dalla Sardegna della 90ª divisione Panzergrenadieren e della Sturmbrigade Reichsführer-SS. Durante la navigazione la formazione prese inoltre sotto custodia quattro vedette antisommergibili italiane, le VAS 201, 214, 219 e 220, catturate poco prima da motosiluranti tedesche. Alle 4.30 del 10 settembre le tre navi giunsero davanti a Piombino e richiesero la rimozione delle ostruzioni, adducendo la scusa di doversi rifornire di carbone: dopo un iniziale rifiuto la richiesta venne esaudita e, una volta in porto, la TA 11 si ormeggiò al molo meridionale mentre la TA 9 si portava al molo settentrionale, in modo da avere sotto tiro tutta l'area portuale: assunto così il controllo della rada, nelle ore successive affluirono a Piombino numerose chiatte, motozattere e motobattelli tedeschi. Nella notte tra il 10 e l'11 settembre le truppe italiane passarono decisamente al contrattacco: le unità tedesche ormeggiate nel porto vennero bersagliate dal tiro delle batterie costiere ed anche di alcuni carri armati italiani. Diverse unità minori furono affondate o messe fuori uso ed entrambe le torpediniere furono gravemente danneggiate mentre cercavano di ritirarsi rispondendo al fuoco. Raggiunta dall'incendio del carburante in fiamme riversatosi in mare da una delle VAS colpite nello scontro, e centrata da vari colpi esplosi dai carri armati, la TA 11 affondò nel porto di Piombino intorno alle cinque del mattino dell'11 settembre, in posizione 42°55' N e 10°33' N.